# Cesarstwo galijskie
Cesarstwo galijskie (łac. Imperium Galliarum) – samozwańcze cesarstwo w okresie kryzysu wieku III, powołane między 259 a 260 w zachodnioeuropejskiej części Cesarstwa Rzymskiego przez uzurpatora Postumusa; istniało do 274. Składało się z części rzymskich prowincji Galia, Hispania, Betyka i Brytania.
Kryzys wywołało wzięcie do niewoli cesarza Waleriana I przez perskich Sasanidów. Seria rewolt wojska w prowincjach naddunajskich doprowadziła do odsłonięcia bronionej przez Postumusa linii Renu. Ten wykorzystał osłabienie armii rzymskiej, zabił Salonina tj. syna cesarza Galiena, i sam obwołał się cesarzem w Colonia Agrippina. Utworzył nowe cesarstwo ze stolicą w Trewirze, powołał wzorowaną na rzymskiej własną hierarchię urzędniczą. W 261 odparł atak Franków i Alemanów, którzy przekroczyli Ren.
Sytuacja gospodarcza i społeczna w tym młodym Cesarstwie przedstawiała się tragicznie, więc, gdy w 273/274 cesarz Lucjusz Domicjusz Aurelian przekroczył Alpy i najechał Cesarstwo Galijskie, jego ówczesny cesarz Tetryk II poddał się bez oporów, a Imperium Galliarum zostało bezboleśnie wcielone do Imperium Rzymskiego.

## Terytorium
Rdzeniem tego tworu państwowego były rzymskie prowincje: 
- Galia
  - Akwitania
  - Gallia Narbonensis
  - Gallia Belgica
  - Gallia Lugdunensis
- Germania
  - Germania Superior
  - Germania Inferior

Luźniej związane to:
- Brytania
  - Britannia superior
  - Britannia inferior
- Hiszpania
  - Hispania Tarraconensis
  - Hispania Baetica
  - Lusitania

## Cesarze galijscy
- Postumus 260–269
  - Lelian 269 (uzurpacja)
  - Mariusz 269 (uzurpacja)
- Wiktoryn 269–271
  - Domitianus 271 (uzurpacja)
- Tetryk I 271–274
- Tetryk II 273–274